# Ballou (Illinois)
Pour les articles homonymes, voir Ballou.
Ballou est une communauté non-incorporée situé dans le Comté de Will de l'État américain de l'Illinois.

## Services
Il n'y a aucun service ni bibliothèque municipale à Ballou. À part l'éponyme Ballou Road, il n'y a pas d'autres routes pavées. Un chemin de fer y passait, mais a été démantelé dans les années 1990.

## Géographie
Ballou est situé au sud du comté et est situé à 4,83 km de la ville de Wilmington. La communauté fait partie du Township de Wesley.

## Démographie
Il n'y a que quelques maisons ainsi qu'un élévateur à grain dans la communauté, servant aux fermes avoisinantes.